# Cristina Serafini
Cristina Serafini (Torino, 22 settembre 1978) è un'attrice italiana.

## Biografia
Diplomata alla Scuola del Teatro Stabile di Torino, fondata da Luca Ronconi, viene diretta sul palcoscenico all'interno del percorso di studi dai registi Mauro Avogadro, Massimo Popolizio, Marise Flach, Franca Nuti, Bruce Myers, Daniele Segre. Debutta sul grande schermo nel 2006 in Sono tornato al nord, con la regia di Franco Diaferia, al quale seguono in rapida successione altri ruoli in Valzer, il Piano sequenza di Salvatore Maira presentato in prima assoluta alla 64ª Mostra internazionale d'arte cinematografica di Venezia, Colpo d'occhio di Sergio Rubini, e l'opera prima di Roberto Cuzzillo, Senza fine (2009), storia di un amore omosessuale che le vale il premio di miglior attrice protagonista al XXIII Chieti Film Festival, conferitole dal regista Roberto Faenza.
Nel 2007 appare per la prima volta in televisione nella sit-com Colpi di sole, in onda su Rai 3, con la regia di Mariano Lamberti. Tra gli altri suoi lavori per la televisione, Crociera Vianello (2008) con la regia di Maurizio Simonetti, Il bene e il male (2009), regia di Giorgio Serafini, Terapia d'urgenza, in cui è diretta da Lucio Gaudino nel 2009. Nel 2010 interpreta per Canale 5 il ruolo di Adua, antagonista di Manuela Arcuri in Il peccato e la vergogna, diretto da Luigi Parisi. Sempre nel 2010 interpreta per il grande schermo un'inviata speciale che indaga sui pericoli legati al nucleare nel film Cercando Maria di Franco Diaferia; il 2011 la vede impegnata in vari ruoli da protagonista: nel film drammatico tratto da una storia vera Lacrime di San Lorenzo di Giampiero Caira, in cui interpreta la mamma di un bambino affetto da una malattia rara, e nel thriller storico I 13, diretto da Riccardo Mazzone, in cui impersona una ricca ereditiera.
Per Sky Cinema interpreta nel 2011 il ruolo di Anna, fidanzata di Alessandro Gassmann, nella commedia Natale per due diretta da Giambattista Avellino. Nello stesso anno gira in Marocco il suo primo film in lingua francese, Passion et colère, con la regia di Mohamed Zineddaine, ed il suo primo film in lingua inglese, September Eleven 1683, diretto da Renzo Martinelli, con il Premio Oscar F. Murray Abraham. In una scena de Il divo di Paolo Sorrentino, in cui impersona la giornalista Caterina Stagno, viene notata dal regista e attore statunitense Sean Penn e in seguito più volte paparazzata accanto al divo hollywoodiano, senza mai confermare né smentire alla stampa la loro presunta love story.
Nel 2011 incontra a Los Angeles l'hair stylist Nick Chavez che la rende testimonial per l'Italia del brand NickChavezBeverlyHills. Nel 2011 è premiata al Campidoglio come miglior attrice emergente, nell'ambito del Premio Internazionale Euro-Mediterraneo. Nel 2012 lavora a fianco di Terence Hill in alcuni episodi di Un passo dal cielo e Don Matteo, ed interpreta un'entraîneuse argentina in Oggi a te... domani a me, diretta da Marco Limberti. Nel 2013 si trasferisce a Los Angeles. Il suo primo ruolo in una produzione USA è quello di commessa nella boutique Forrester, nella soap Beautiful. Parla italiano, inglese, francese e spagnolo.

## Filmografia

### Cinema
- Sono tornato al nord, regia di Franco Diaferia (2006)
- Un giorno da non dimenticare, regia di Giuseppe Dell'Aiera (2006)
- Valzer, regia di Salvatore Maira (2007)
- Colpo d'occhio, regia di Sergio Rubini (2008)
- Il divo, regia di Paolo Sorrentino (2008)
- Senza fine, regia di Roberto Cuzzillo (2009)
- Cercando Maria, regia di Franco Diafera (2010)
- Workers, regia di Lorenzo Vignolo (2011)
- Lacrime di San Lorenzo, regia di Giampiero Caira (2011)
- I tredici, regia di Riccardo Mazzone (2011)
- 11 settembre 1683, regia di Renzo Martinelli (2011)
- Laila (Passion et colère), regia di Mohamed Zineddaine (2011)
- Niccolò Machiavelli il Principe della politica, regia di Lorenzo Raveggi (2012)
- Oggi a te…domani a me, regia di Marco Limberti (2012)
- Non c'è 2 senza te, regia di Massimo Cappelli (2015)
- Vendetta finale, regia di Isaac Florentine (2017)
- Day of the Dead: Bloodline, regia di Hèctor Hernández Vicens (2018)
- The Poison Rose, regia di George Gallo (2019)
- Valley of Love, regia di Todor Chapkanov (2020)

### Televisione
- Colpi di sole, regia di Mariano Lamberti (2007)
- Chiedo alla polvere, regia di Vittorio Badini Confalonieri (2007)
- Crociera Vianello, regia di Maurizio Simonetti (2008)
- Il bene e il male, regia di Giorgio Serafini (2009)
- Terapia d'urgenza, regia di Lucio Gaudino (2009)
- Una donna, regia di Filippo Cavalca (2010)
- Il peccato e la vergogna, regia di Luigi Parisi (2010)
- Un Natale per due, regia di Giambattista Avellino (2011)
- Un passo dal cielo, regia di Riccardo Donna (2012)
- Don Matteo, regia di Monica Vullo (2013)
- Beautiful, regia di Michael S.Stich (2013)
- The Most Interesting Man in Studio City, regia di Ryan Wood (2014)
- Days of Our Lives, regia di Grant A. Johnson (2014)
- The Young and The Restless, regia di Sally McDonald (2021)

### Teatro
- Bigodini, regia di Bobo Piana (2008-2009)

### Premi
- XXIII Chieti Film Festival, Premio "miglior attrice protagonista" per il film Senza fine (2009)
- Campidoglio, Premio Internazionale Euro-Mediterraneo, "miglior attrice emergente" (2011)